# Woody Point, Queensland
Woody Point är en del av en befolkad plats i Australien. Den ligger i kommunen Moreton Bay och delstaten Queensland, omkring 25 kilometer norr om delstatshuvudstaden Brisbane. Antalet invånare är 3 789.
Trakten är tätbefolkad. Närmaste större samhälle är Bracken Ridge, nära Woody Point. 
Genomsnittlig årsnederbörd är 1 434 millimeter. Den regnigaste månaden är januari, med i genomsnitt 283 mm nederbörd, och den torraste är oktober, med 22 mm nederbörd.